# Jan Kamiński (ur. ok. 1773)
Jan Kamiński (ur. ok. 1773) – porucznik 8 Regimentu Pieszego Domu Radziwiłłów od 1789 roku, uczestnik wojny polsko-rosyjskiej 1792 roku, odznaczony krzyżem kawalerskim Orderu Virtuti Militari w 1792 roku. Uczestnik powstania kościuszkowskiego, awansował na majora.